# Aleksandr Beleaev
Aleksandr Romanovici Beleaev (rusă Александр Романович Беляев; n. 4/16 martie 1884, Smolensk, Imperiul Rus – d. 6 ianuarie 1942, Pușkin, RSFS Rusă, URSS) a fost un scriitor rus considerat părintele literaturii științifico-fantastice sovietice. Este unul din cei mai de seamă reprezentanți ai literaturii SF în prima jumătate a secolului al XX-lea.

## Biografie și carieră
S-a născut la Smolensk, Imperiul Rus, într-o familie de preoți ortodocși. La Smolensk a terminat studiile primare și medii. Cele superioare la Moscova; a urmat în paralel Conservatorul și Facultatea Juridică. Ca student a avut mari greutăți materiale și a fost obligat să lucreze ca ziarist, scenograf și chiar instrumentist într-o trupă de muzică.
În 1916 s-a îmbolnăvit grav de tuberculoză osoasă și a stat mulți ani la pat. Boala i-a provocat neplăceri până la sfârșitul vieții. 
A debutat cu povestiri și romane SF în foileton la mai multe reviste;  cu scrieri ca Omul-amfibie, Capul profesorului Dowell și Traficantul de aer.
Deși a început cariera literară abia la vârsta de 39 de ani, a devenit repede cunoscut atât în URSS cât și în alte țări, mai ales datorită romanelor sale științifico-fantastice Capul profesorului Dowell (Голова профессора Доуэля, 1925), Insula corăbiilor naufragiate (Остров погибших кораблей, 1927), Omul-amfibie (Человек-амфибия, 1928), Stăpânul lumii (Властелин мира, 1929) și Ariel (Ариэль, 1941). 
Din 1925 s-a dedicat exclusiv literaturii, cele mai multe scrieri ale sale le realizează în orașul Pușkin unde se stabilește din 1931 și unde va rămâne până la decesul său. A scris 18 romane și peste 50 de opere în total de literatură SF. Cele mai importante lucrări ale sale sunt: Omul-amfibie, Săritura în neant, Steaua KEȚ (sau Stelele din Keț), Insula corăbiilor naufragiate (sau Insula corăbiilor scufundate), Ultimul om din Atlantida, Agricultorii subacvatici, Omul care și-a găsit chipul (sau Omul care și-a găsit fața), Nava aeriană, Laboratorul W, Ariel. Cu puțin timp înainte de moartea sa scrie nuvela Mirele anatomic.

## Lucrări

### Romane
1. Capul profesorului Dowell (Голова профессора Доуэля). Povestirea publicată în 1924-1925, romanul în 1937.
2. Insula corăbiilor naufragiate (Остров погибших кораблей, 1926-1927). Ecranizare omonimă în 1987 (Остров погибших кораблей).
3. Ultimul om din Atlantida (Последний человек из Атлантиды, 1926-1927)
4. Stăpânul lumii (Властелин мира, 1926-1929)
5. (Luptă aeriană) (Борьба в эфире (1927- 1928)
6. Omul-amfibie (Человек-амфибия, 1928)
7. Traficantul de aer (Продавец воздуха, 1929)
8. Omul care și-a găsit chipul (Человек, потерявший лицо, 1929)
9. Agricultorii subacvatici (Подводные земледельцы, 1930)
10. Săritura în neant (Прыжок в ничто, 1933)
11. Nava aeriană (Воздушный корабль, 1934—1935)
12. (Ochiul miraculos) (Чудесное око, 1935)
13. Steaua KEȚ (Звезда КЭЦ, 1936—1940)
14. (Oaspetele ceresc) Небесный гость (1937—1938)
15. (Sub cerul Arcticului) (Под небом Арктики, 1938—1939)
16. Laboratorul W (Лаборатория Дубльвэ, 1938—1939)
17. Omul care și-a găsit chipul (Человек, нашедший своё лицо, 1940)
18. Ariel (Ариэль, 1941)

## Traduceri în limba română
- Aleksandr Beleaev - Omul-amfibie, Opere alese I, Editura Tineretului, colecția Cutezătorii, București, 1962. Volumul cuprinde:

- Portul științei, prefață de B. Leapunov
- Omul-amfibie (1928), traducere de V. Probeanu și M. Cardaș
- Capul profesorului Dowell (1925), traducere de V. Probeanu și M. Cardaș
- Omul care și-a găsit chipul (1929), traducere de V. Probeanu și M. Cardaș

- Aleksandr Beleaev - Steaua KEȚ, Opere alese II, Editura Tineretului, București, 1963. Volumul cuprinde:

- Steaua KEȚ (1936), traducere de M. Cardaș și V. Bîrlădeanu
- Traficantul de aer (1929), traducere de M. Cardaș și V. Probeanu
- Pâinea veșnică (1928), traducere de M. Cardaș și V. Bîrlădeanu

- Aleksandr Beleaev - Stăpânul lumii, Opere alese III, Editura Tineretului, București, 1964. Volumul cuprinde:

- Stăpînul lumii (1926), traducere de D. Manu și M. Cardaș
- Ultimul om din Atlantida (1926), traducere de A. Țimpău și I. Andreescu
- Ariel (1941), traducere de A. Țimpău și I. Andreescu

- Aleksandr Beleaev - Ariel, Editura Tineretului, București, 1959
- Aleksandr Beleaev - Hoiti-Toiti, în Colecția „Povestiri științifico-fantastice” nr. 95-96, supliment al revistei Știință & Tehnică
- Aleksandr Beleaev - Hoiti-Toiti, Almanahul Anticipația, 1984
- Aleksandr Beleaev - Steaua KEȚ, 1963, ediția a II-a în 1967
- Aleksandr Beleaev - În abis, traducere de Igor Blok. În vol.: Odiseea marțiană, Maeștrii anticipației clasice, Antologie alcătuită și comentată de Ion Hobana, Colecția „Biblioteca pentru toți” nr. 863, Editura Minerva, București, 1975
- Aleksandr Beleaev - Omul-amfibie, traducere de V. Probeanu și M. Cardaș, Editura Raduga, Moscova; Editura Albatros, București, 1989
- Aleksandr Beleaev - Omul-amfibie, traducere de V. Probeanu și M. Cardaș, Editura Cezareea, București, 1992
- Aleksandr Beleaev - Capul profesorului Dowell. Omul-amfibie, Colecția „Biblioteca Școlarului”, Editura Litera, București, 1997